# Pat Heywood
Patricia Heywood (1 de agosto de 1931 – 26 de junho de 2024) foi uma atriz escocesa que apareceu em produções teatrais, filmes e televisão.

## Vida e carreira
Patricia Heywood nasceu em 1 de agosto de 1931. Ela era uma dos cinco filhos do engenheiro John David Heywood. Ela foi educada na Bristol Old Vic Theatre School, transferindo-se para a companhia de teatro depois e aparecendo em sua produção de Salad Days como Rowena em 1954. No mesmo ano, toda a produção foi transferida para o Vaudeville Theatre em Londres, onde foi apresentada por cinco anos, um recorde para um musical na época.
Em 1968, ela estreou no cinema aos 36 anos como a ama de Julieta em Romeo and Juliet de Franco Zeffirelli, seguido por pequenos papéis em Staircase (1969) e Battle of Britain (1969). Seu próximo papel foi como empregada doméstica no psicodrama Mumsy, Nanny, Sonny and Girly (1970) de Freddie Francis. Depois desse filme, ela foi vista (frequentemente em papéis coadjuvantes ou aparições curtas) em comédias, suspenses e filmes de terror. Seus outros papéis no cinema incluem papéis em All the Way Up (1970), Whoever Slew Auntie Roo? (1971), 10 Rillington Place (1971, onde interpretou Ethel Christie, a esposa do assassino em série John Christie), Young Winston (1971, como a enfermeira de Winston Churchill), Bequest to the Nation (1973), Wish You Were Here (1987, como a tia de Lynda, Millie), Il giovane Toscanini (1988), Getting It Right (1989) e Storia di una capinera (1993), de Franco Zeffirelli.
Em 1978, Heywood interpretou Nelly na produção televisiva da BBC de Wuthering Heights de Emily Brontë. Ela apareceu na minissérie de televisão Root Into Europe. Ela interpretou a mãe de Dickon na versão Hallmark Hall of Fame de 1987 de The Secret Garden. Ela também atuou no episódio "Second Time Around" de Inspetor Morse.
Ela foi indicada ao Prêmio BAFTA de Melhor Atriz Coadjuvante por Romeo and Juliet em 1969.
Em 1964 ela casou com Oliver Neville, o ex-diretor da Royal Academy of Dramatic Art. O casal teve uma filha: Sarah Neville (nascida 1956) também atriz. Oliver morreu em 2021.
Heywood morreu em 26 de junho de 2024, aos 92 anos.

## Filmografia

### Cinema
| Ano  | Título                        | Personagem                       | Notas          |
| ---- | ----------------------------- | -------------------------------- | -------------- |
| 1968 | Romeo and Juliet              | A Ama                            | Longa-metragem |
| 1969 | Staircase                     | Enfermeira                       | Longa-metragem |
| 1969 | Battle of Britain             | WRAF Cpl. Seymour (sem créditos) | Longa-metragem |
| 1970 | Mumsy, Nanny, Sonny and Girly | Babá                             | Longa-metragem |
| 1970 | All the Way Up                | Hilda Midway                     | Longa-metragem |
| 1971 | 10 Rillington Place           | Ethel Christie                   | Longa-metragem |
| 1971 | Whoever Slew Auntie Roo?      | Dra. Mason                       | Longa-metragem |
| 1972 | Young Winston                 | Sra. Everest                     | Longa-metragem |
| 1973 | Bequest to the Nation         | Emily                            | Longa-metragem |
| 1987 | Wish You Were Here            | Tia Millie                       | Longa-metragem |
| 1987 | The Secret Garden             | Mãe de Dickon                    | Telefilme      |
| 1988 | Il giovane Toscanini          | Madre Allegri                    | Longa-metragem |
| 1989 | Getting It Right              | Sra. Lamb                        | Longa-metragem |
| 1993 | Storia di una capinera        | Irmã Teresa                      | Longa-metragem |

### Televisão
| Ano  | Título                                           | Personagem    | Tipo             |
| ---- | ------------------------------------------------ | ------------- | ---------------- |
| 1972 | Public Eye (episódio: "Horse and Carriage")      | Lil           | Série de TV      |
| 1978 | Wuthering Heights                                | Nelly         | Série de TV      |
| 1991 | Inspector Morse (episódio: "Second Time Around") | Sra. Mitchell | Série de TV      |
| 1992 | Root Into Europe                                 | Muriel        | Minissérie de TV |